# Мейстерзанг

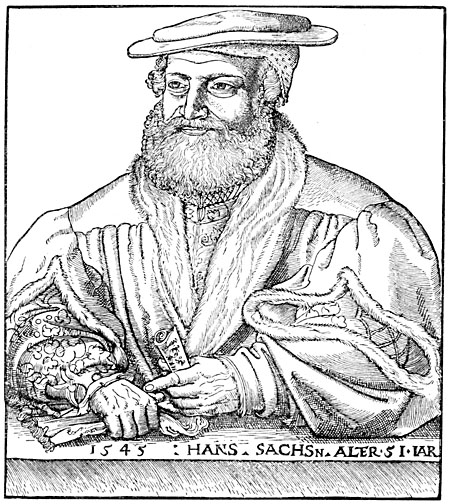
Ганс Сакс, один з найвідоміших мейстерзінгерів

Мейстерзанг (нім. Meistersang, Meistergesang), в Німеччині XIV-XVI століть - музично-поетична творчість мейстерзінгерів (від нім. Meistersänger - «майстерний співак»), членів професійних цехових об'єднань поетів-співаків, з-поміж середнього і дрібного бюргерства. Називали себе мейстерзінгерами на відміну від мінезінгерів - «старих майстрів» (alte Meister), носіїв куртуазної лірики, творчість яких вважали взірцем для наслідування. Найзнаменитіший мейстерзінгер  Ганс Сакс.

## Мейстерзінгери в мистецтві
Світ мейстерзінгерів барвисто і досить достовірно зображений в опері Ріхарда Вагнера «Нюрнберзькі мейстерзінгери», при створенні якої композитор використав книгу Йогана Крістофа Вагензайля «Про солодке мистецтво мейстерзінгерів» (Von der Meistersingern holdseligen Kunst, 1697).